# Mitch Richmond
Mitchell James Richmond (Fort Lauderdale, Florida; 30 de julio de 1965) es un exjugador de baloncesto estadounidense que disputó 14 temporadas en la NBA. Con 1,96 metros de altura, jugaba en la posición de escolta. En su última temporada como profesional, la 2001-02, ganó el campeonato NBA con Los Angeles Lakers además, a lo largo de su carrera fue rookie del año, 6 veces All-Star, una vez MVP del All-Star Game, y finalmente miembro del Basketball Hall of Fame en la clase de 2014.

## Trayectoria deportiva

### Universidad
Richmond comenzó su etapa universitaria jugando para Moberly Area Community College Greyhounds, donde anotó 1.023 puntos desde 1984-86, antes de unirse a los Kansas State Wildcats.
Durante sus dos años con los Wildcats (1986–88), y bajo las enseñanzas del entrenador Lon Kruger, contribuyó a que la Universidad Estatal de Kansas consiguiera un récord de 45–20 (.692), incluyendo un par de participaciones en al torneo de eliminatorias de la NCAA, incluyendo una final regional en 1988. Anotó casi 20 puntos por partido con un total de 1.327 puntos, siendo el máximo registrado por un alumno de solo dos años de carrera.

### Profesional

#### Golden State Warriors (1988–1991)
Richmond fue elegido por Golden State Warriors en la quinta posición del draft de la NBA de 1988.
Consiguió el premio al rookie del año en su primera temporada (1988–89), tras promediar 22 puntos por partido. Fue parte de la clave ofensiva del entrenador Don Nelson, junto con Tim Hardaway y Chris Mullin conocidos como "Run TMC" (sus iniciales y en referencia al grupo de rap Run-DMC). Además de los tiros que aportaba, complementaba las habilidades de pase y de ruptura rápida de Hardaway y las habilidades de tiro de Mullin, cortando hacia el aro como parte del ataque de los Warriors.

#### Sacramento Kings (1991–1998)
Tras tres años anotando más de 22 puntos por partido en Golden State, el 11 de noviembre de 1991 con la temporada 1991-92 empezada, es traspasado (junto con Les Jepsen) a Sacramento Kings, a cambio de los derechos de Billy Owens.
Se mantuvo en los Kings hasta 1998, donde fue el máximo anotador en las siete temporadas que estuvo allí, promediando no menos de 21,9 puntos cada temporada. Motivos por el cual, entre 1993 y 1998, fue nombrado All-Star, ganando el MVP del All-Star de la edición celebrada en Phoenix en 1995. En esa época fue considerado como uno de los mejores tiradores puros de la historia.

#### Washington Wizards (1998–2001)
Tras siete años, en mayo de 1998, fue traspasado junto con Otis Thorpe, a Washington Wizards a cambio de Chris Webber. Después de tres años, donde su rendimiento anotador bajó por debajo de los 20 puntos, además de perderse la mitad de la 2000–01 season, Richmond salió del equipo coincidiendo con la llegada de un escolta que ocuparía la titularidad, Michael Jordan.

#### Los Angeles Lakers (2001–2002)
En verano de 2001, Richmond firma como agente libre con Los Angeles Lakers, siendo la última temporada de su carrera. Con un papel secundario y promediando 4 puntos por partido, Los Lakers llegaron a las finales de la NBA donde derrotaron a New Jersey Nets (4-0), siendo este anillo de campeón el colofón de su carrera deportiva.

### Selección nacional
Antes de llegar a la NBA, jugó con la selección estadounidense los Juegos Olímpicos de 1988 en Seúl, Corea del Sur, donde se llevaron la medalla de bronce. 
Años más tarde también fue parte del combinado estadounidense que participó en los Juegos Olímpicos de 1996 en Atlanta, donde se colgó la medalla de oro.
En agosto de 2010, Richmond jugó el NBA Asia Challenge 2010 en el Araneta Coliseum de Manila,  un partido de exhibición entre una combinado de leyendas NBA y jugadores de la liga de desarrollo contra las estrellas y leyendas de la Philippine Basketball Association.

## Estadísticas de su carrera en la NBA
|  | Denota temporadas en las que ganó un Campeonato de la NBA |

### Temporada regular
| Año      | Equipo       | PJ  | PT  | MPP  | %TC  | %3P  | %TL  | RPP | APP | ROB | TPP | PPP  |
| -------- | ------------ | --- | --- | ---- | ---- | ---- | ---- | --- | --- | --- | --- | ---- |
| 1988–89  | Golden State | 79  | 79  | 34.4 | .468 | .367 | .810 | 5.9 | 4.2 | 1.0 | .2  | 22.0 |
| 1989–90  | Golden State | 78  | 78  | 35.9 | .497 | .358 | .866 | 4.6 | 2.9 | 1.3 | .3  | 22.1 |
| 1990–91  | Golden State | 77  | 77  | 39.3 | .494 | .348 | .847 | 5.9 | 3.1 | 1.6 | .4  | 23.9 |
| 1991–92  | Sacramento   | 80  | 80  | 38.7 | .468 | .384 | .813 | 4.0 | 5.1 | 1.2 | .4  | 22.5 |
| 1992–93  | Sacramento   | 45  | 45  | 38.4 | .474 | .369 | .845 | 3.4 | 4.9 | 1.2 | .2  | 21.9 |
| 1993–94  | Sacramento   | 78  | 78  | 37.1 | .445 | .407 | .834 | 3.7 | 4.0 | 1.3 | .2  | 23.4 |
| 1994–95  | Sacramento   | 82  | 82  | 38.7 | .446 | .368 | .843 | 4.4 | 3.8 | 1.1 | .4  | 22.8 |
| 1995–96  | Sacramento   | 81  | 81  | 36.4 | .447 | .437 | .866 | 3.3 | 3.1 | 1.5 | .2  | 23.1 |
| 1996–97  | Sacramento   | 81  | 81  | 38.6 | .454 | .428 | .861 | 3.9 | 4.2 | 1.5 | .3  | 25.9 |
| 1997–98  | Sacramento   | 70  | 70  | 36.7 | .445 | .389 | .864 | 3.3 | 4.0 | 1.3 | .2  | 23.2 |
| 1998–99  | Washington   | 50  | 50  | 38.2 | .412 | .317 | .857 | 3.4 | 2.4 | 1.3 | .2  | 19.7 |
| 1999–00  | Washington   | 74  | 69  | 32.4 | .426 | .386 | .876 | 2.9 | 2.5 | 1.5 | .2  | 17.4 |
| 2000–01  | Washington   | 37  | 30  | 32.9 | .407 | .338 | .894 | 2.9 | 3.0 | 1.2 | .2  | 16.2 |
| 2001-02  | L.A. Lakers  | 64  | 2   | 11.1 | .405 | .290 | .955 | 1.5 | .9  | .3  | .1  | 4.1  |
| Total    | Total        | 976 | 902 | 35.2 | .455 | .388 | .850 | 3.9 | 3.5 | 1.2 | .3  | 21.0 |
| All-Star | All-Star     | 5   | 1   | 22.0 | .439 | .500 | .500 | 2.4 | 2.6 | .2  | .0  | 11.4 |

### Playoffs
| Año   | Equipo       | PJ | PT | MPP  | %TC   | %3P  | %TL  | RPP | APP | ROB | TPP | PPP  |
| ----- | ------------ | -- | -- | ---- | ----- | ---- | ---- | --- | --- | --- | --- | ---- |
| 1989  | Golden State | 8  | 8  | 39.3 | .459  | .188 | .895 | 7.3 | 4.4 | 1.8 | .1  | 20.1 |
| 1991  | Golden State | 9  | 9  | 41.3 | .503  | .333 | .958 | 5.2 | 2.4 | .6  | .7  | 22.3 |
| 1996  | Sacramento   | 4  | 4  | 36.5 | .444  | .348 | .800 | 4.3 | 3.0 | .8  | .0  | 21.0 |
| 2002  | L.A. Lakers  | 2  | 0  | 2.0  | 1.000 | .000 | .500 | .5  | .0  | .0  | .0  | 1.5  |
| Total | Total        | 23 | 21 | 36.3 | .479  | .302 | .869 | 5.3 | 3.0 | 1.0 | .3  | 19.5 |

## Logros y reconocimientos
Universidad
- Segundo quinteto NCAA All-American (1988)

NBA
- Campeón de la NBA (2002)
- 6 veces NBA All-Star (1993, 1994, 1995, 1996, 1997, 1998)
  - NBA All-Star Game MVP (1995)
- 3 veces en el segundo mejor quinteto de la NBA (1994, 1995, 1997)
- 2 veces en el tercer mejor quinteto de la NBA (1996, 1998)
- Rookie del Año (1989)
- Mejor quinteto de rookies (1989)

Selección nacional
- Seúl 1988
- Atlanta 1996

Tras su retirada
- Su dorsal N.º 2 retirado por Sacramento Kings
- Su dorsal N.º 23 retirado por Kansas State Wildcats
- Basketball Hall of Fame (2014)[6]
- Bay Area Sports Hall of Fame (2016), San Francisco (California).

## Vida personal
Richmond y su mujer Julie tuvieron tres hijos: Phillip, Jerin, y Shane Richmond; Shane falleció en 2019. Además tiene una hija, Tearra Gates, de su relación con Teala Jones.
Su hijo Phillip jugó al baloncesto con los Oregon Ducks entre 2014–2016, sin pertenecer a la universidad.
Mitch es primo del jugador de la NFL Lardarius Webb.